# Elezioni regionali in Lombardia del 1970
Le elezioni regionali in Lombardia del 1970 si tennero il 7-8 giugno.

## Risultati elettorali
| Liste                                                    | Voti      | %     | Seggi |
| -------------------------------------------------------- | --------- | ----- | ----- |
| Democrazia Cristiana (DC)                                | 2.138.141 | 40,90 | 36    |
| Partito Comunista Italiano (PCI)                         | 1.210.068 | 23,14 | 19    |
| Partito Socialista Italiano (PSI)                        | 648.696   | 12,41 | 9     |
| Partito Socialista Unitario (PSDI)                       | 376.436   | 7,20  | 5     |
| Partito Liberale Italiano (PLI)                          | 310.324   | 5,94  | 4     |
| Movimento Sociale Italiano (MSI)                         | 195.791   | 3,74  | 3     |
| Partito Socialista Italiano di Unità Proletaria (PSIUP)  | 188.585   | 3,61  | 2     |
| Partito Repubblicano Italiano (PRI)                      | 125.767   | 2,41  | 2     |
| Partito Democratico Italiano di Unità Monarchica (PDIUM) | 31.119    | 0,60  | -     |
| Unione Autonomisti d'Italia                              | 3.389     | 0,06  | -     |
| Totale                                                   | 5.228.316 |       | 80    |

| Riepilogo dei seggi | Riepilogo dei seggi | Riepilogo dei seggi | Riepilogo dei seggi | Riepilogo dei seggi | Riepilogo dei seggi | Riepilogo dei seggi |
| ------------------- | ------------------- | ------------------- | ------------------- | ------------------- | ------------------- | ------------------- |
|                     |                     |                     |                     |                     |                     |                     |
| PCI                 | 19                  | N/A                 |                     | PSIUP               | 2                   | N/A                 |
| PSI                 | 9                   | N/A                 |                     | PSU                 | 5                   | N/A                 |
| PRI                 | 2                   | N/A                 |                     | DC                  | 36                  | N/A                 |
| PLI                 | 4                   | N/A                 |                     | MSI                 | 3                   | N/A                 |